# Chilton
Chilton és una població dels Estats Units a l'estat de Wisconsin. Segons el cens del 2000 tenia 3.708 habitants.

## Demografia
Segons el cens del 2000, Chilton tenia 3.708 habitants, 1.512 habitatges, i 952 famílies. La densitat de població era de 368 habitants per km².
Dels 1.512 habitatges en un 30,3% hi vivien nens de menys de 18 anys, en un 51,6% hi vivien parelles casades, en un 8,5% dones solteres, i en un 37% no eren unitats familiars. En el 31,7% dels habitatges hi vivien persones soles el 14,4% de les quals corresponia a persones de 65 anys o més que vivien soles. El nombre mitjà de persones vivint en cada habitatge era de 2,35 i el nombre mitjà de persones que vivien en cada família era de 2,99.
Per edats la població es repartia de la següent manera: un 24,2% tenia menys de 18 anys, un 8,7% entre 18 i 24, un 29,8% entre 25 i 44, un 19% de 45 a 60 i un 18,3% 65 anys o més.
L'edat mediana era de 37 anys. Per cada 100 dones de 18 o més anys hi havia 94,1 homes.
La renda mediana per habitatge era de 38.401 $ i la renda mediana per família de 51.581 $. Els homes tenien una renda mediana de 35.163 $ mentre que les dones 22.672 $. La renda per capita de la població era de 19.778 $. Aproximadament el 4,9% de les famílies i el 7,4% de la població estaven per davall del llindar de pobresa.